# Urbanna
Urbanna – miasto w Stanach Zjednoczonych, w stanie Wirginia, w hrabstwie Middlesex.